# باغ آبشارها

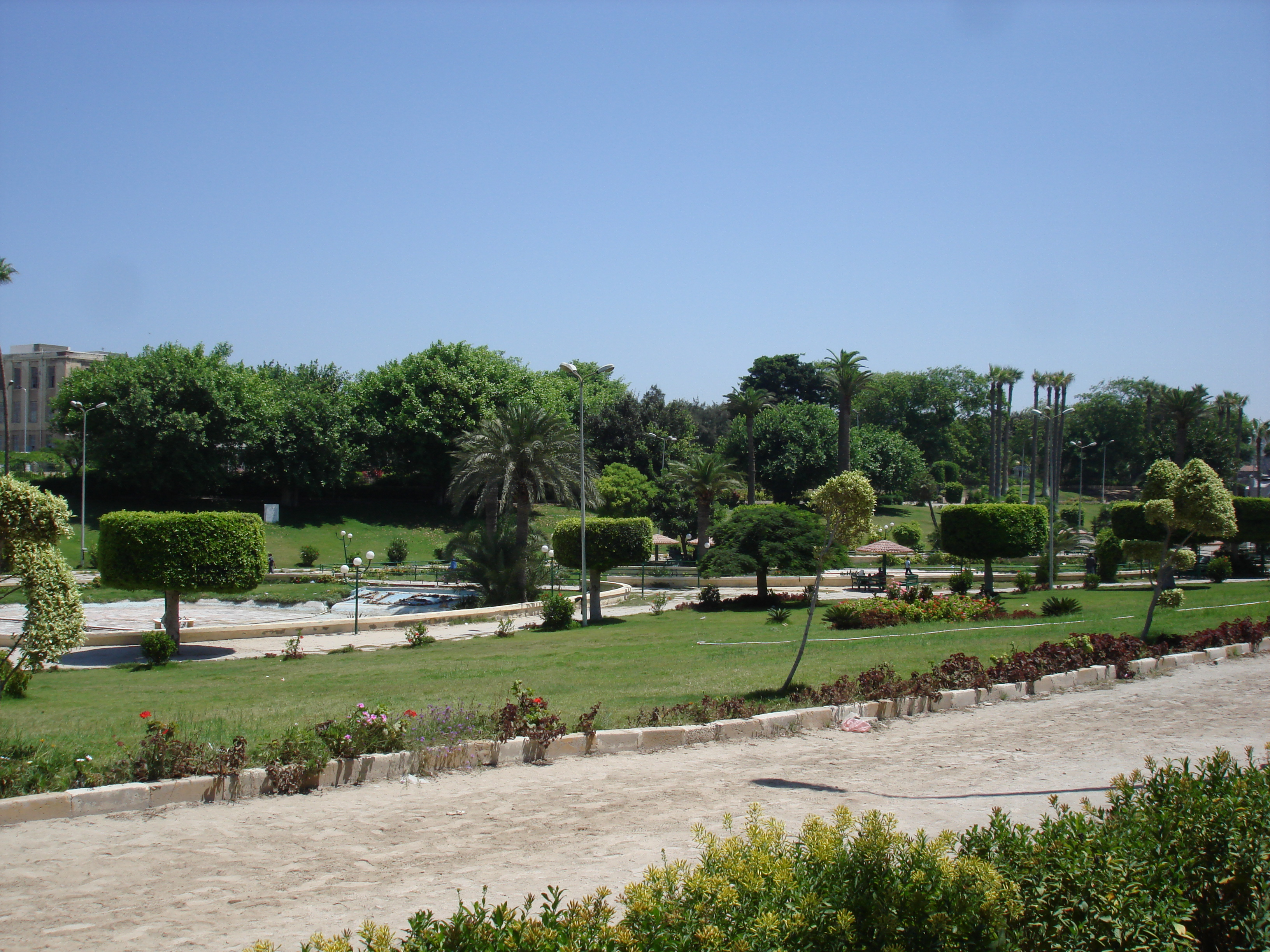

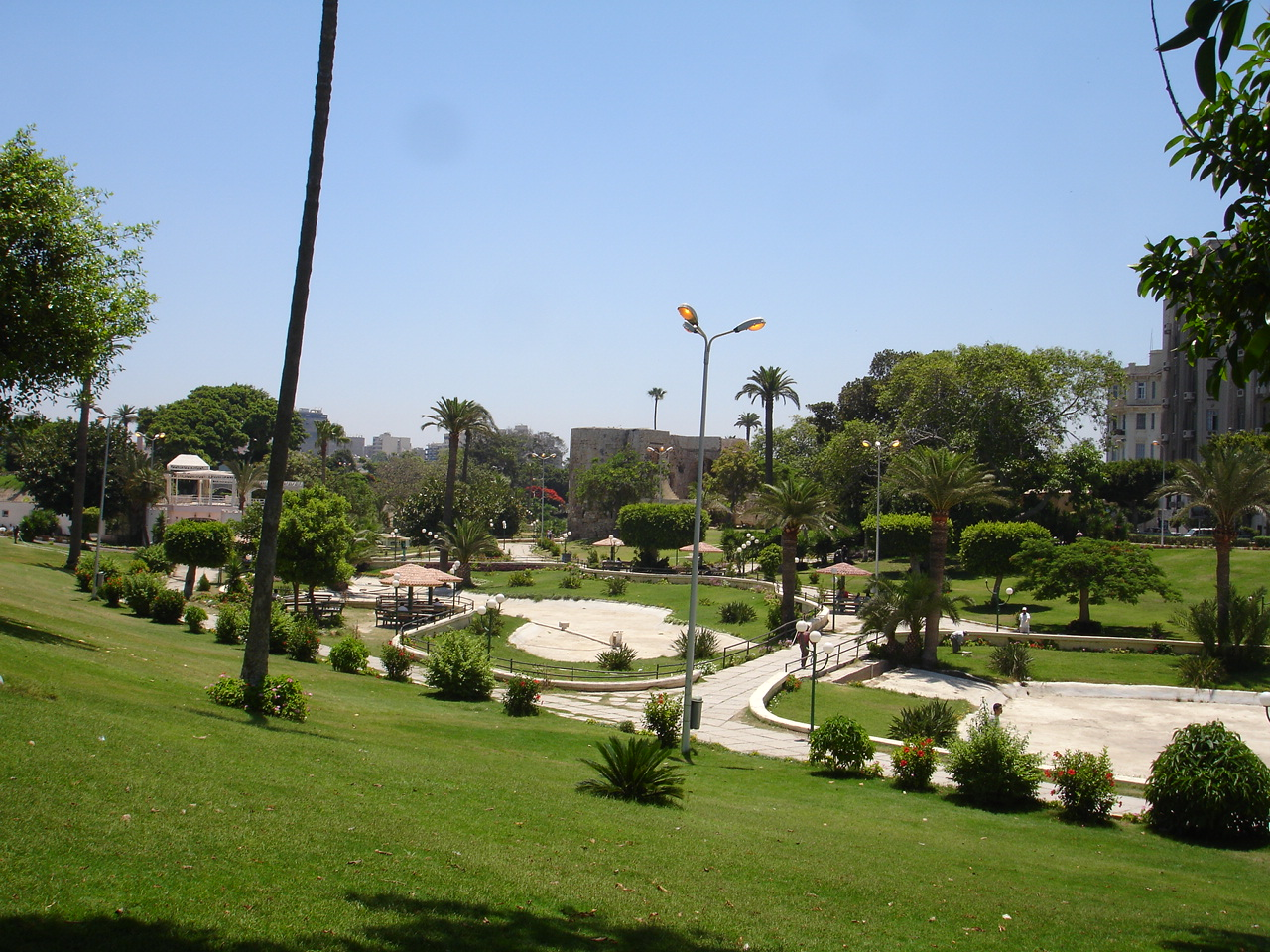

بقایای برج‌ها و دیوارهای و مخازن زیر زمینی آب در اسکندریه باستان

باغ آبشارها (عربی: حدائق الشلالات) پارک بزرگی است که در شهر اسکندریه در مصر قرار دارد و در یکی از محلات لاتین که یکی از بهترین محله‌های اسکندریه شرقی می‌باشد واقع شده‌است و مساحت آن ۸ هکتار است که دارای بالکن‌های مختلف می‌باشد و ارتفاعات مختلف آن تشکیل شده از آبشارهای گوناگون صنعتی و مصنوعی است.
قرار است این پارک به یک مرکز فرهنگی تبدیل شود بر اساس این تصمیم این پارک به پنج منطقه تقسیم می‌شود که هر قسمت به نام یکی از شخصیت‌های تأثیر گذار در فرهنگ اسکندریه نامگذاری می‌شود نامها عبارتند از: سید درویش، بیرم التونسی، یوسف عز الدین عیسی، احمد عثمان، سیف وانلی.